# 五ケ庄二子塚古墳
五ケ庄二子塚古墳（ごかしょうふたごづかこふん）または宇治二子塚古墳（うじふたごづかこふん）は、京都府宇治市五ケ庄大林にある古墳。形状は前方後円墳。宇治古墳群を構成する古墳の1つ。国の史跡に指定されている（史跡「宇治古墳群」のうち）。

## 概要
京都盆地南東部、宇治川右岸の微高地上に築造された大型前方後円墳である。古くは平安時代の文献にも記載が見える。これまでには大正期に主に後円部で大きな破壊を受けたのち、1987-1991年度（昭和62-平成3年度）に発掘調査が実施されている。
墳形は前方後円形で、前方部を南方向に向ける。墳丘は3段築成。破壊部分を復原した場合の推定墳丘長は112メートルを測り、宇治市域では最大規模になる。墳丘外表では葺石・円筒埴輪列が検出されている。墳丘くびれ部では、少なくとも西側には造出が存在したと見られる。また墳丘周囲には二重周濠が巡らされており（現在は内濠の一部のみ残存）、周濠を含めた推定古墳総長は218メートルにも達する。埋葬施設は大きく破壊されており詳らかでないが、横穴式石室であったとされる。出土品としては、前述の円筒埴輪のほか形象埴輪や須恵器等がある。
築造時期は、古墳時代後期の6世紀初頭頃と推定される。一帯は二子塚古墳以前に大型古墳の築造が見られない地域であり、本古墳が突如として出現する点が注目される。また当時としては山背地方で最大級の古墳であり、同時期の継体大王（継体天皇）の墓と目される今城塚古墳（大阪府高槻市）とは相似形を成すことから、当時の継体大王即位の際の南山背勢力の動向をうかがわせる点でも注目される古墳になる。なお、後世には古墳東側に隣接して浄土宗西方寺が建立されており、西方寺境内域部分の二子塚古墳の前方部中腹には関白の近衛兼経の墓が所在する。
古墳域は2018年（平成30年）に国の史跡に指定されている。

## 遺跡歴
- 『殿暦』康和5年（1103年）7月24日条に、「二子墓」の表記で記載[3]。
- 『俊頼髄脳連歌』（永久3年（1115年）編纂）に、「ふたこつか」の表記で記載[3]。
- 『台記』久安6年（1150年）9月26日条に、「二子陵」の表記で記載[3][1]。
- 江戸時代初期の『五ケ庄絵図』に、「丸山」の表記で記載[3]。
- 1914-1915年（大正3-4年）、京阪宇治線建設の際の土取りによる後円部破壊[3]。
- 1971年（昭和46年）、宇治市史編纂に伴う測量調査[3]。
- 1985年度（昭和60年度）、寺界道遺跡の発掘調査で二子塚古墳の周濠の検出（宇治市教育委員会）[4]。
- 1987-1989年度・1991年度（昭和62-平成元年度・平成3年度）、発掘調査（宇治市教育委員会）[4]。
- 2018年（平成30年）10月15日、宇治二子山古墳北墳・南墳と合わせて「宇治古墳群」として国の史跡に指定[11][12]。

## 墳丘
墳丘の規模は次の通り。
- 古墳総長：218メートル - 周濠を含めた全長。
- 古墳最大幅：202メートル - 周濠を含めた最大幅。
- 墳丘長：112メートル
- 後円部 - 3段築成。
  - 直径：62メートル
- 前方部 - 3段築成。
  - 幅：87メートル
  - 高さ：16メートル
- 造出 - 西側くびれ部
  - 長さ：約15メートル[6]

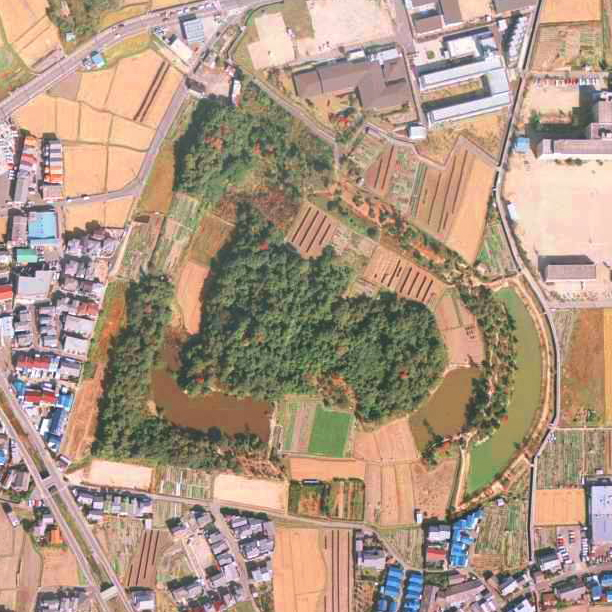
今城塚古墳（大阪府高槻市）6世紀前半の築造で、一説に継体天皇の真陵。。

墳形は前方部前端が突出する「剣菱型」の形状を示す可能性が指摘される。また墳丘周囲には二重の周濠が巡らされており、内堤幅は約19メートル、外濠幅は約15メートルを測る。
古墳全体の築造企画は、造出の位置の相違を除く大部分で、同時期の大王墓である今城塚古墳（大阪府高槻市）と相似形にある可能性が指摘されている。

## 埋葬施設
埋葬施設は横穴式石室であったとされるが、現在までに大きく破壊を受けており現存しない。推定石室位置における発掘調査では、長さ18メートル・幅9メートル・深さ2.8メートル以上におよぶ巨大な掘方の石室基礎礫群が検出されている。石室の詳細は明らかでないが、隣接する西方寺の庭園には、二子塚古墳の石室部材であったと伝える巨石が配されている。

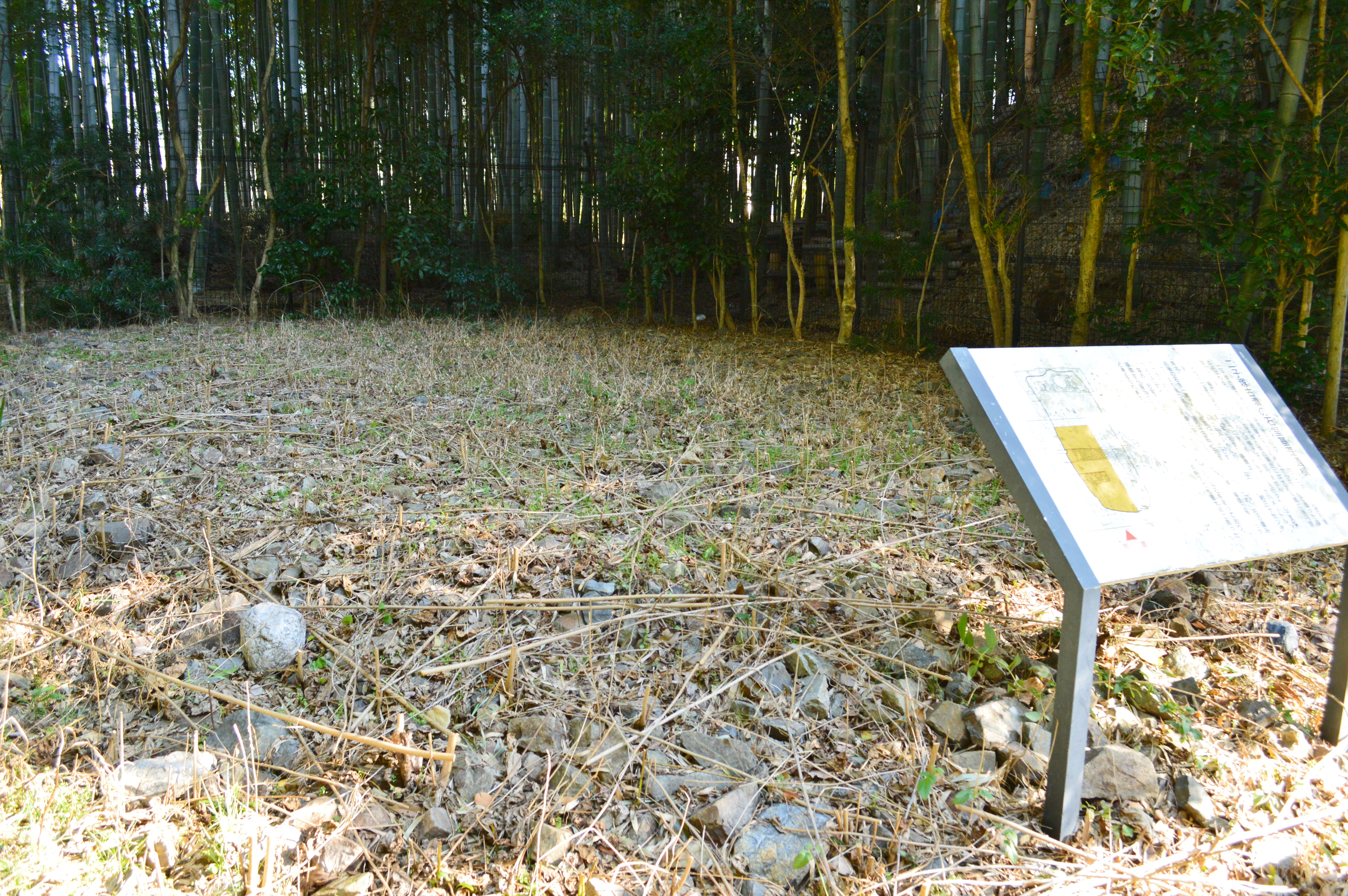
横穴式石室跡
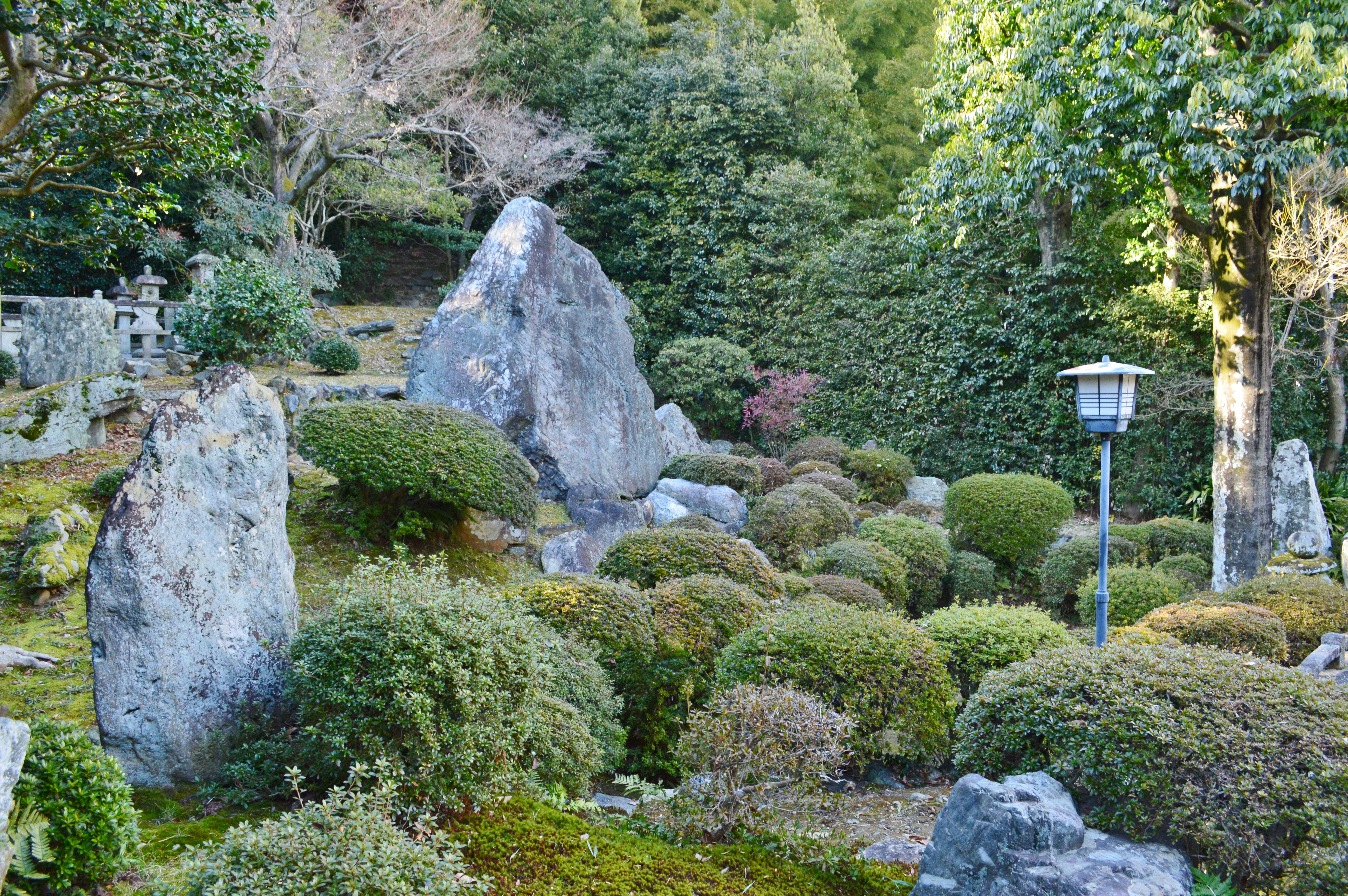
西方寺庭園の巨石

## 文化財

### 国の史跡
- 宇治古墳群 - 二子山古墳北墳・二子山古墳南墳・二子塚古墳を包括。2018年（平成30年）10月15日指定。

## 関連文献
（記事執筆に使用していない関連文献）
- 「五箇荘二子塚古墳」『京都府史蹟勝地調査會報告』 第四冊、京都府、1923年。 - リンクは国立国会図書館デジタルコレクション。